# Tyrannochthonius elegans
Espèce
Tyrannochthonius elegans est une espèce de pseudoscorpions de la famille des Chthoniidae.

## Distribution
Cette espèce se rencontre en Tanzanie et au Congo-Kinshasa.

## Publication originale
- Beier, 1944 : Über Pseudoscorpioniden aus Ostafrika. Eos, Madrid, vol. 20, p. 173-212.